# Astropecten huepferi
Astropecten huepferi är en sjöstjärneart som beskrevs av Jean Baptiste François René Koehler 1914. Astropecten huepferi ingår i släktet Astropecten och familjen kamsjöstjärnor. Inga underarter finns listade i Catalogue of Life.